# Liste von Freizeitparks in Frankreich
Dies ist eine Liste von allen Freizeitparks in Frankreich sortiert nach Gründungsjahr.

## Liste bestehender Freizeitparks
| Freizeitpark                       | Platz                     | Region                     | Gründungsjahr | Bild |
| ---------------------------------- | ------------------------- | -------------------------- | ------------- | ---- |
| Jardin d’Acclimatation             | Paris                     | Île-de-France              | 1926          |      |
| Parc de loisirs de la Demi-Lune    | Lannemezan                | Occitanie                  | 1950          |      |
| Parc Bagatelle                     | Merlimont                 | Hauts-de-France            | 1955          |      |
| Parc de Pierre Brune               | Mervent                   | Pays de la Loire           | 1959          |      |
| La Mer de Sable                    | Ermenonville              | Hauts-de-France            | 1963          |      |
| Fraispertuis City                  | Jeanménil                 | Grand Est                  | 1966          |      |
| OK Corral                          | Cuges-les-Pins            | Provence-Alpes-Côte d’Azur | 1966          |      |
| Azur Park                          | Gassin                    | Provence-Alpes-Côte d’Azur | 1968          |      |
| Le Fleury                          | Wavrechain-sous-Faulx     | Hauts-de-France            | 1968          |      |
| Parc Bellevue                      | Limoges                   | Nouvelle-Aquitaine         | 1969          |      |
| Parc du Bocasse                    | Le Bocasse                | Normandie                  | 1969          |      |
| Marineland                         | Antibes                   | Provence-Alpes-Côte d’Azur | 1970          |      |
| Les Naudières                      | Sautron                   | Pays de la Loire           | 1971          |      |
| Papéa Parc                         | Sarthe                    | Pays de la Loire           | 1971          |      |
| Le Pal                             | Allier                    | Auvergne-Rhône-Alpes       | 1973          |      |
| Cigoland                           | Kintzheim                 | Grand Est                  | 1974          |      |
| Cobac Parc                         | Lanhélin                  | Bretagne                   | 1975          |      |
| Puy de Fou                         | Les Epesses               | Pays de la Loire           | 1978          |      |
| Walibi Rhône-Alpes                 | Les Avenières             | Auvergne-Rhône-Alpes       | 1979          |      |
| Antibes Land                       | Antibes                   | Provence-Alpes-Côte d’Azur | 1981          |      |
| Didi’Land                          | Morsbronn-les-Bains       | Grand Est                  | 1982          |      |
| Dennlys Parc                       | Dennebrœucq               | Hauts-de-France            | 1983          |      |
| Parc Saint-Paul                    | Saint Paul                | Hauts-de-France            | 1983          |      |
| Europark                           | Vias                      | Occitanie                  | 1985          |      |
| La Coccinelle                      | Gujan-Mestras             | Nouvelle-Aquitaine         | 1985          |      |
| Les Poussins, Parc de la Citadelle | Lille                     | Hauts-de-France            | 1986          |      |
| Winnoland                          | Saint-Pierre-du-Perray    | Île-de-France              | 1987          |      |
| Futuroscope                        | Jaunay-Clan               | Nouvelle-Aquitaine         | 1987          |      |
| Nigloland                          | Dolancourt                | Grand Est                  | 1987          |      |
| Luna Park La Palmyre               | Les Mathes                | Nouvelle-Aquitaine         | 1988          |      |
| Parc de Samara                     | La Chaussée-Tirancourt    | Hauts-de-France            | 1988          |      |
| Festyland                          | Bretteville-sur-Odon      | Normandie                  | 1989          |      |
| Parc Asterix                       | Plailly                   | Hauts-de-France            | 1989          |      |
| Walygator Parc                     | Metz                      | Grand Est                  | 1989          |      |
| Parc Ange Michel                   | Saint-Hilaire-du-Harcouët | Normandie                  | 1991          |      |
| Disneyland Park                    | Marne-la-Vallée           | Île-de-France              | 1992          |      |
| Walygator Sud-Ouest                | Agen                      | Nouvelle-Aquitaine         | 1992          |      |
| Jacquou Parc                       | Le Bugue                  | Nouvelle-Aquitaine         | 1995          |      |
| Cité de l’espace                   | Toulouse                  | Occitanie                  | 1997          |      |
| Kid Parc                           | Gujan-Mestras             | Nouvelle-Aquitaine         | 2000          |      |
| Micropolis, la cité des insectes   | Saint-Léons               | Occitanie                  | 2000          |      |
| Vulcania                           | Saint-Ours                | Auvergne-Rhône-Alpes       | 2002          |      |
| Walt Disney Studios Park           | Marne-la-Vallée           | Île-de-France              | 2002          |      |
| Magic Park Land                    | Ensuès-la-Redonne         | Provence-Alpes-Côte d’Azur | 2003          |      |
| Kingoland                          | Plumelin                  | Bretagne                   | 2014          |      |
| Parc Spirou                        | Monteux                   | Provence-Alpes-Côte d’Azur | 2018          |      |